# 马鞍石水库
马鞍石水库，也称子房湖，位于中华人民共和国河南省焦作市修武县云台山风景区内，是纸坊河干流上游的一座中型水库，因库区左侧山峡中有一长20米、宽6米的巨大红石形如马鞍，故名。水库工程于1966年2月开工，1972年5月停工，1977年开始续建，1982年6月基本建成运行，之后又多次加固。水库总库容1033万立方米，控制流域面积90平方千米。水库大坝有4种，主挡水坝为浆砌石单曲拱坝，坝顶高程424.3米，最大坝高65.1米。水库水面东西宽200米，南北长4千米，平均水深50米，浩渺碧波，风光秀丽，是云台山风景区水景地带的核心景点。